# Orgasme
En orgasme (fra græsk orgasmos, afledning af organ, 'svulme', være lidenskabelig'), også kendt som et klimaks, er en både fysiologisk og psykologisk respons på seksuel stimulation, som kan opleves af både hankøn og hunkøn. Orgasmen har i naturen den funktion at få dyr til indgå samleje og dermed udbrede sine egne gener.
Orgasmen er karakteriseret ved ekstrem fysisk velbehag, kontrolleret af det uvilkårlige eller selvstyrede nervesystem. Det er ledsaget af hurtige cykler af muskelsammentrækninger i de nedre bækkenmuskler, som omgiver de primære seksuelle organer og anus. Orgasmer bliver ofte sammenlignet med andre ukontrollerede handlinger, så som muskel-spasmer i andre dele af kroppen, en generel opstemt fornemmelse og, mindre hyppigt, vokalisering, hvor orgasmen yderligere udtrykkes ved hjælp af stemmen.
Efter en orgasme føler man sig ofte træt, og har brug for hvile. Dette skyldes frigivelsen af prolaktin, som er et hormon.
Længerevarende undersøgelser på et universitetet, University Medical Center of Groningen, i Holland viser, at mandlige og kvindelige hjerner agerer næsten ens under en orgasme. Hjerneskanninger viste desuden, at store dele af hjernebarken midlertidigt hæmmede deres aktivitet.

## Opnåelse af orgasme
For mænd er den mest udbredte måde at opnå en orgasme på ved stimulering af penis; mens det hos kvinder er stimulering af klitoris.[kilde mangler] Sådanne stimulering kan opnås fra en række aktiviteter. For mænd kan tilstrækkelig stimulering opnås under vaginalt eller analt samleje, oralsex (fellatio) eller ved onani. En orgasme følges herefter ofte af udløsning. For kvinder kan orgasme opnås gennem vaginalt samleje, oralsex (cunnilingus), onani eller anden ikke-gennemtrængende sex, og kan også opnås ved hjælp af vibrator eller en erotisk elektrostimulering. Orgasme kan også opnås gennem stimulering af brystvorterne, livmoderen eller andre erogene zoner. Udover fysisk stimulering kan orgasme også opnås alene fra psykologisk seksuel ophidselse, såsom gennem drømme (hvilket kan resultere i en såkaldt våd drøm).
Vigtigt i seksuel stimulering er interne kirtler, kaldet Skenes kirtler i kvinder og prostata i mænd, to homologe strukturer. Begrebet G-punktet henviser til disse områder.